# Éka pada pranáma ásana
Éka pada pranáma ásana, řidčeji éka pada pranámásana patří mezi ásany. 

## Popis
Postoj je u nohou kombinací pranamásany a vrksásany, ruce jsou v pozici modlícího nad srdcem. 

### Etymologie
Éka zmamená v sanskrtu „jeden“; pada je „noha“; pranama „modlitba“; ásana pak „postoj“.